# Victor Cruz (Footballspieler)
Victor Martell Cruz III (* 11. November 1986 in Paterson, New Jersey) ist ein ehemaliger  US-amerikanischer American-Football-Spieler auf der Position des Wide Receivers. Er spielte von 2010 bis 2016 für die New York Giants in der National Football League (NFL), mit denen er den Super Bowl XLVI gewann.

## Karriere

### College
Cruz hatte eine eher ruhige Karriere im College Football bei den Minutemen der University of Massachusetts Amherst. Daher wurde er im NFL Draft 2010 von keinem Team verpflichtet.

### NFL
Cruz schaffte es 2010 dennoch in die NFL, als Rookie Free Agent in den Trainingskader der New York Giants von Coach Tom Coughlin. Nach einem guten Preseason-Spiel gegen die Lokalrivalen New York Jets, in dem er drei Touchdowns erzielte, schaffte er den Sprung in den 53-Mann-Kader und absolvierte als Reservist drei Saisonspiele, ohne aber einen einzigen Fang verbuchen zu können.

#### New York Giants
2011 kam Cruz unverhofft ins Starting-Lineup, nachdem zuerst Pro-Bowl-Wide-Receiver Steve Smith das Team verließ und sich nacheinander die vor ihm gesetzten Receiver Mario Manningham, Hakeem Nicks und Domenik Hixon verletzten. Cruz rechtfertigte das Vertrauen, als er direkt in seinem ersten Spiel von Anfang an gegen die Philadelphia Eagles zwei Würfe von Quarterback Eli Manning zum Touchdown fing. Mit konstant guten Leistungen spielte er sich in die Stammformation, verbuchte u. a. gegen die Jets einen 99-Yards-Touchdownlauf und schloss die Regular Season mit 1536 Yards Raumgewinn (Giants-Vereinsrekord) und neun Touchdowns ab. Mit den Giants gelang Cruz der Einzug in den Super Bowl XLVI, wo er beim 21:17-Sieg den Touchdown zum zwischenzeitlichen 8:0 markierte. In der darauf folgenden Saison 2012 konnte Cruz die Leistungen bestätigen (1092 Yards Raumgewinn, 86 gefangene Pässe, zehn Touchdowns), die Giants verpassten allerdings die Play-offs.
2012 wurde Victor Cruz zum ersten Mal in den Pro Bowl gewählt, wo er einen Touchdownpass von Eli Manning fangen konnte. Nach einer soliden Saison 2013 (73 Catches, 998 Yards Raumgewinn, vier Touchdowns) erlitt er 2014 einen Patellasehnenriss, der ihn beinahe zwei Jahre außer Gefecht setzte. In der Saison 2016 feierte er sein Comeback.
Am 13. Februar 2017 wurde er nach der Saison 2016 von den New York Giants entlassen.

#### Chicago Bears
Cruz unterschrieb am 25. Mai 2017 einen Einjahresvertrag bei den Chicago Bears. Im Rahmen der Kaderverkleinerung der Bears wurde Cruz allerdings noch vor der Regular Season 2017 wieder entlassen. Im August 2018 beendete er seine Karriere.

## Privatleben
Cruz hat mit seiner Verlobten Elaine eine gemeinsame Tochter. Seine Mutter kam aus Puerto Rico, weswegen er jeden Touchdown mit einigen Salsa-Schritten feierte.